# Горубляне
Горубляне е квартал в югоизточната част на София, част от район Младост на Столична община, и има население 6566 души (2024). През Горубляне минава Самоковско шосе – основен път до град Самоков и зимния курорт Боровец. По-голямата част от квартала все още няма канализация. В Горубляне се намират 82 Основно училище „Васил Евстатиев Априлов“ и Читалище „Васил Левски – 1926“, известно с Танцов клуб „Бисери“, детска вокална група "Карамелчета', трио „Горубляне“, както и с школите си по акордеон и пиано. Кварталът е известен с голямото количество автокъщи, формиращи един от най-големите пазари за употребявани автомобили в Югоизточна Европа.
Футболният отбор на квартала беше Вихър. На неговия стадион се подготвят и юношите на професионалния Академик София.
В западната част на квартала (западно от стадион Вихър) се намира малкият жк Горубляне, също така известен като жк Експериментален. Както кв. Горубляне, така и ж.к. Експериментален използват пощенски код 1138.

## История
До 1978 година Горубляне е отделно село.
Според народни предания Горубляне съществува още преди България да падне под османско владичество. В подробен регистър на джелепкешаните от 1576 година са отбелязани четирима джелепкешани в село Горублян – Симеон Иван, Стойко пришелец, Петре бояджия и Михаил Петко.
При избухването на Балканската война в 1912 година двама души от Горубляне са доброволци в Македоно-одринското опълчение.
В Зографския поменник, обнародван от Йордан Иванов и датиращ от 1526 до 1728 година името на селото е записано като Короулиа. Преходът „к“-„г“ може да е синонимно обусловен от двойката думи кория-гора. Името на село Горубляне, днес квартал Горубляне, е сложносъставно, образувано от гора (кория) и блана (ливада, поляна, нива, лъка; чешки blana – морава, полски blonie – поляна, руски облонье – ливада, укр. болоня – пасише, мера, беларус. болона – открито място пред село). В семантичен план името означава „кория(гора) насред полето“. Варианти на името са Корубле 1420, Горублан, Гурублян 1576.
- Православен храм „Св. вмчк. Георги“
- Горубляне, градинката пред читалище „Васил Левски“
- Бул. „Самоковско шосе“, главната пътна артерия, пресичаща кв. Горубляне

## Улици и произход на имената им
| Път                     | Наречен на                                                 | Местоположение |
| ----------------------- | ---------------------------------------------------------- | -------------- |
| „12-ти април“           | ?                                                          | Карта          |
| „3-ти май“              | ?                                                          | Карта          |
| „5-ти ноември“          | ?                                                          | Карта          |
| „Ален мак“              | Ален мак, песен на Иван Сокачев                            | Карта          |
| „Блана“                 | Местен обект                                               | Карта          |
| „Борис Николов Ковачев“ | Борис Ковачев, местен краевед                              | Карта          |
| „Борис Рангелов“        | Борис Рангелов, партизанин и милиционер                    | Карта          |
| „Боте Бърборков“        | Боте Бърборков (1816 – 1899), местен общественик           | Карта          |
| „Васил Пешев“           | ?                                                          | Карта          |
| „Виднището“             | Местен обект                                               | Карта          |
| „Висока ела“            | ?                                                          | Карта          |
| „Витоша“                | Витоша, планина в Западна България                         | Карта          |
| „Владичина ливада“      | Местен обект                                               | Карта          |
| „Георги Зоев“           | Георги Зоев (XIX век), местен свещеник                     | Карта          |
| „Гродно“                | Гродно, град в Беларус                                     | Карта          |
| „Детелина“              | детелина (Trifolium), род растения                         | Карта          |
| „Деян Попов“            | ?                                                          | Карта          |
| „Долците“               | ?                                                          | Карта          |
| „Искър“                 | Искър, река в Западна България                             | Карта          |
| „Камчия“                | Камчия, река в Източна България                            | Карта          |
| „Копенхаген“            | Копенхаген, град в Дания                                   | Карта          |
| „Крайречна“             | Искър, река в Западна България                             | Карта          |
| „Лазар Плачков“         | Лазар Плачков, местен комунист                             | Карта          |
| „Люляк“                 | Люляк (Syringa), род растения                              | Карта          |
| „Малина“                | Малина (Rubus idaeus), вид растения                        | Карта          |
| „Манол Велев“           | Манол Велев (1915 – 1988), партизанин                      | Карта          |
| „Минзухар“              | Минзухар (Crocus), род растения                            | Карта          |
| „Младен Карадашев“      | Младен Кардашев (XIX век), местен жител                    | Карта          |
| „Музейна“               | ?                                                          | Карта          |
| „Обреща“                | Местен обект                                               | Карта          |
| „Околовръстен път“      | –                                                          | Карта          |
| „Освобождение“          | Освобождение на България (1878), историческо събитие       | Карта          |
| „Павел Красов“          | Павел Красов (?-1877), руски войник                        | Карта          |
| „Петър Дипларов“        | Петър Дипларов (1845 – ?), местен учител                   | Карта          |
| „Петър Малинов“         | ?                                                          | Карта          |
| „Пионерска“             | Пионерско движение, комунистическа организация             | Карта          |
| „Поручик Мороз“         | Мороз, руски офицер                                        | Карта          |
| „Преслав“               | Преслав, град в Североизточна България                     | Карта          |
| „Прогледец“             | ?                                                          | Карта          |
| „Пролет“                | Пролет, годишен сезон                                      | Карта          |
| „Рибарниците“           | Местен обект                                               | Карта          |
| „Роса“                  | Роса, вид валеж                                            | Карта          |
| „Самоковско шосе“       | Самоков, град в Западна България                           | Карта          |
| „Селището“              | Местен обект                                               | Карта          |
| „Синчец“                | Синчец (Scilla), род растения                              | Карта          |
| „Стадион“               | Местен обект                                               | Карта          |
| „Сърнена гора“          | Сърнена Средна гора, планина в България                    | Карта          |
| „Урвишка крепост“       | Урвич, средновековна крепост в Софийско                    | Карта          |
| „Хан Аспарух“           | Аспарух (640 – 701), владетел на Първата българска държава | Карта          |
| „Ханчето“               | Местен обект                                               | Карта          |
| „Цариградско шосе“      | Истанбул, град в Турция                                    | Карта          |
| „Царица“                | ?                                                          | Карта          |
| „Царичина поляна“       | Местен обект                                               | Карта          |
| „Цветна градина“        | Местен обект                                               | Карта          |
| „Цветна поляна“         | Местен обект                                               | Карта          |
| „Шамако“                | Местен обект                                               | Карта          |
| „Шиндра“                | Шиндра, река в района                                      | Карта          |